# Chiesa dell'Annunciazione della Beata Vergine Maria (Stigliano, Santa Maria di Sala)
La chiesa dell'Annunciazione della Beata Vergine Maria, citata anche come chiesa dell'Annunciazione di Maria o più semplicemente come chiesa dell'Annunciazione, è una chiesa sita nel centro dell'abitato di Stigliano, frazione del comune di Santa Maria di Sala.
Nella suddivisione territoriale della chiesa cattolica, l'edificio sorge nel vicariato di Noale, a sua volta parte della Diocesi di Treviso, ed è sede parrocchiale.

## Organo

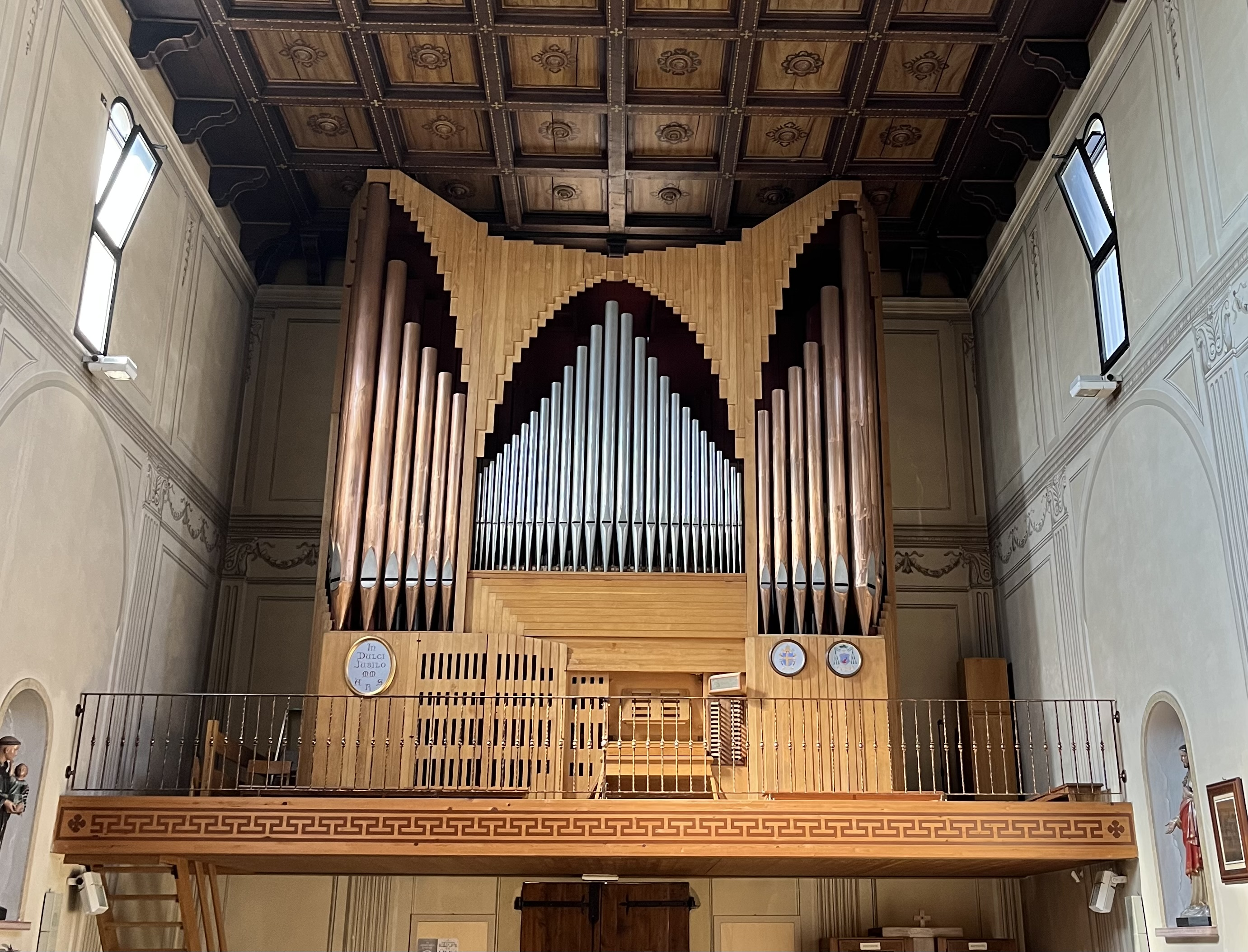
L'organo di Stigliano

L'organo, situato sopra il portone d'ingresso, è stato prodotto da Anselmi Tamburini (opera 33). Proveniente dal centro Italia, è stato portato nella chiesa di Stigliano in anni recenti. Si compone di 2 tastiere da 58 tasti e una pedaliera da 30.